# Ritratto della famiglia di Sir Thomas More
Il Ritratto della famiglia di Sir Thomas More era un acquerello su tela eseguito da Hans Holbein il Giovane nel 1527; è un'opera d'arte perduta, distrutta nel 1752 dall'incendio del Palazzo arcivescovile di Kroměříž, di cui restano lo studio preparatorio e tre copie del tardo XVI secolo dipinte da Rowland Lockey.

## Storia
All'arrivo a Londra da Basilea nel 1526, Hans Holbein il Giovane si presentò con una lettera di raccomandazione firmata da Erasmo da Rotterdam per Thomas More, che divenne il suo mecenate, e che commissionò all'artista il proprio ritratto e quello dei famigliari. Il gruppo di famiglia a grandezza naturale venne eseguito nel 1527, preceduto da uno schizzo a penna su base di tempera nella seconda metà di quell'anno. Rientrando a Basilea nel 1528, Holbein fece dono del disegno a Erasmo, il quale in una lettera lodò la somiglianza ottenuta dal pittore, tale da farlo sentire in presenza della famiglia di More, con cui aveva stretti rapporti di amicizia.
Sulle vicende che portarono alla distruzione del dipinto originale, tratto dal bozzetto, vennero fatte varie congetture. Quando More fu giustiziato nel 1535, il quadro avrebbe dovuto essere confiscato dalla Corona, ma se ne persero le tracce, finché non fu registrato nella collezione londinese del mercante fiammingo Andreas de Loo. Alla morte di questi, nel 1590, l'opera fu presumibilmente acquisita da Thomas More II, nipote di More, quale bene di famiglia, ma in seguito venne ereditata o acquistata da Thomas Howard, XXI conte di Arundel, che la inviò all'estero allo scoppio della guerra civile nel 1642. Alla morte del conte la maggior parte delle collezioni venne venduta e dispersa. In seguito il quadro di Holbein risultò in possesso di due fratelli a Colonia, e nel 1670 passò al vescovo e poi all'arcidiacono di Olomouc, nel cui palazzo prese fuoco.
Nel 1590 Thomas More II commissionò tre copie del ritratto a un artista minore del periodo elisabettiano, Rowland Lockey. Una di queste riproduzioni, ora custodita presso Nostell Priory nella Città di Wakefield, era esattamente uguale allo schizzo. Invece nella seconda copia, ora nella National Portrait Gallery di Londra, alcuni personaggi vennero sostituiti da quelli della generazione di Thomas More II. La stessa modifica venne effettuata nella terza riproduzione, ad acquerello, attualmente presso il Victoria and Albert Museum di Londra.

## Descrizione
Nello schizzo di Holbein Thomas More siede circondato dai propri famigliari, che sono, da sinistra a destra: la figlia Elizabeth, la figlia adottiva Margaret Giggs, il padre Sir John, seduto accanto a Thomas, alle spalle del quale stanno in piedi la nuora Anne Cresacre e il figlio John, erede di More; le tre donne sedute sulla destra sono la figlia minore Cecily, la figlia Margaret e la moglie Alice, sulla cui gonna si arrampica una scimmietta addomesticata. In piedi accanto all'uscita, sulla destra, è infine Henry Patenson (o Patensen), il giullare al servizio della famiglia. La disposizione dei personaggi è leggermente diversa nella prima copia di Lockey, ed è presumibile che questa e altre differenze fossero già state inserite nel dipinto originale di Holbein, in parte su richiesta del committente.
In generale, la composizione produce un effetto centrifugo dal punto in cui sono collocati Thomas More e il padre verso le parti laterali, dominate dal più vivace mondo femminile. L'orologio appeso in posizione centrale, presente già nel disegno, fornisce una simmetria che nel dipinto perduto aumentava l'effetto di magnificenza, come risulta evidente attraverso le copie di Lockey.
In particolare, l'artista può avere interpretato un'epistola intitolata proprio "ritratto" e inviata da Erasmo a Ulrich von Hutten otto anni prima, in cui vengono descritte caratteristiche di More e curiosità del suo entourage familiare, come l'amore per gli animali e i movimenti della scimmietta. Allo stesso modo, la presenza di Henry confermerebbe la simpatia dell'umanista per i buffoni e gli scherzi. Holbein sembra avere colto il calore e l'intimità dell'ambiente familiare, il cui raccoglimento rappresenterebbe il vero soggetto del quadro. La connessione con la lettera di Erasmo è parallela a una nuova concezione della ritrattistica, intesa quale equivalente pittorico della biografia, differente dalle convenzioni che avevano contraddistinto fino ad allora il cerimoniale rinascimentale di tale tipo di dipinti.
Il ritratto costituirebbe quindi la prima scena di conversazione inglese ante litteram, per l'atmosfera informale e l'ambientazione domestica che si ritroveranno soltanto più tardi, ad esempio nelle opere di William Hogarth o di Johann Zoffany. L'ipotesi, avanzata da qualche critico, che Holbein abbia tratto ispirazione dalla Camera degli Sposi di Andrea Mantegna non è suffragata da documenti che accertino la presenza a Mantova dell'artista. Inoltre l'intento narrativo espresso dall'affresco è differente da quello contenuto nell'opera di Holbein, in grado di risvegliare in Erasmo il ricordo degli amici lontani.
Il quadro costituisce un omaggio al profilo intellettuale non solo dell'umanista, ma anche della sua famiglia, rappresentata come una sorta di accademia, nella quale le donne hanno parità di trattamento. Gli strumenti musicali sulla sinistra, più visibili nel dipinto che nel disegno, indicherebbero sia l'amore per la musica che l'armonia della famiglia. In maniera analoga potrebbero essere intesi i libri sparsi sul pavimento: forse un riferimento alla tendenza al disordine che Erasmo attribuiva a More, ma più probabilmente un omaggio alla cultura e alla passione per la lettura che accomuna i personaggi raffigurati. L'ipotesi che si tratti invece di un momento di preghiera non risulterebbe attendibile, o forse un'impostazione iniziale poi abbandonata dall'artista e dal committente, tanto più per la presenza desacralizzante della scimmia. Come nella riproduzione di Lockey, anche nel dipinto perduto di Holbein è probabile che i libri sul pavimento fossero già stati sostituiti dai cagnolini, che, insieme alla scimmia più disciplinata, contribuiscono a fornire un senso di ordine e meglio si addicono alla solennità del ritratto.
In ogni caso il dipinto non intende fornire un semplice frammento della vita quotidiana della famiglia More, bensì presenta una costruzione studiata appositamente per far emergere caratteristiche nascoste dei protagonisti, in cui anche gli oggetti veicolano raffinate allusioni simboliche, ora soltanto in parte comprensibili. Lo dimostra anzitutto l'assenza di parte dei congiunti, che pur condividevano lo stesso tetto: omissione non dovuta a incompatibilità di carattere, bensì ad esigenze dinastiche, che escludono i discendenti diretti, e che giustificano la posizione decentrata della moglie di More. Inoltre la postura e l'atteggiamento di quest'ultimo evocano l'atmosfera di una stanza del trono, alla pari del suo abbigliamento, che ripropone quello ufficiale del ritratto singolo. In tal modo il pittore riproduce l'identità sociale dell'uomo, e non solo la sua realtà domestica. All'epoca, del resto, la differenza fra profilo pubblico e privato non è marcata come lo diverrà in futuro, e ciò giustifica l'analogia fra i due ritratti, coerenti con il gusto rinascimentale per il cerimoniale.

## Le riproduzioni di Rowland Lockey
Nel dipinto custodito a Nostell Priory, che presumibilmente riproduce fedelmente quello di Holbein, è stato aggiunto un personaggio, forse per volere dello stesso Thomas More: il segretario John Harris, che fa capolino dall'entrata sulla destra. La sua presenza pone ulteriormente l'accento sulle inclinazioni intellettuali della famiglia, e allo stesso tempo bilancia meglio la composizione del quadro. Al pari del giullare, Harris è un fedele dipendente dell'umanista, che non avrà più motivo di comparire nelle versioni successive del ritratto. Entrambe le riproduzioni volute dal nipote di Thomas More rimodellano anche l'insieme del gruppo famigliare, eliminando tutti coloro che non sono diretti consanguinei. Perfino Anne Cresacre, la madre di Thomas More II, compare solo nel dipinto del 1593: il suo ritratto nel ritratto è appeso alla parete sulla destra, e il viso della giovane donna dell'epoca dello schizzo lascia ovviamente il posto a quello di una matrona di età più avanzata.
Nella miniatura custodita presso il Victoria and Albert Museum ricompare il giullare, raffigurato mentre fa capolino dalla tenda sullo sfondo, dopo essere stato escluso dal dipinto della National Portrait Gallery. La sua presenza si potrebbe giustificare come un doppio omaggio: da un lato a Thomas More, di cui Lockey dimostrerebbe di apprezzare il modo di trattare i dipendenti, non ereditato dal nipote, ossia dal proprio committente. Dall'altro lato, il tributo potrebbe alludere alle scelte pittoriche di Holbein, e all'amicizia di questi con Erasmo: ritraendo Henry in tale attitudine, Lockey gli restituirebbe uno dei ruoli archetipici dei buffoni, ossia quello del critico della società, che si trova anche nell'Elogio della follia.

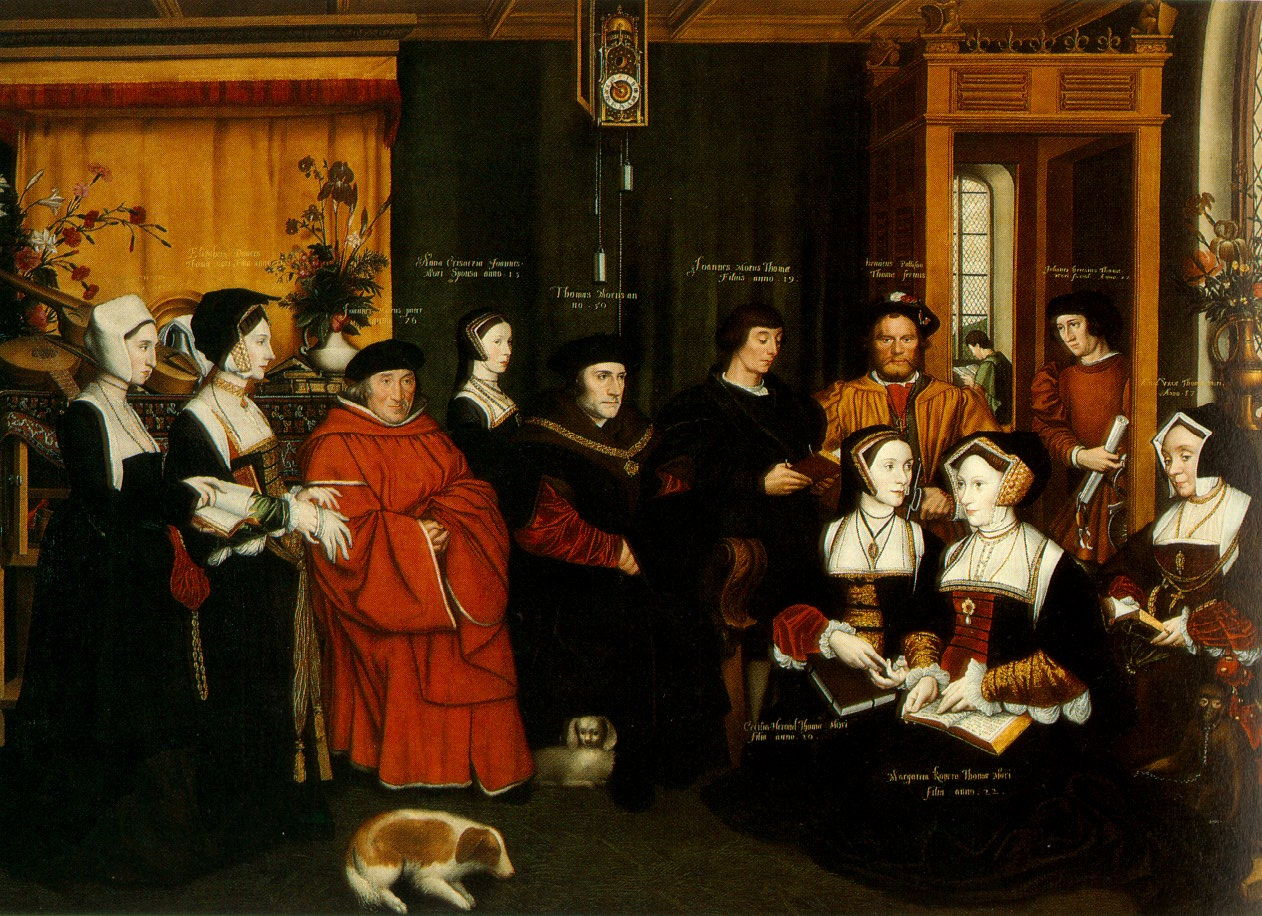
Ritratto della famiglia di Sir Thomas More, 1592, olio e tempera su tela, 249x343 cm, collezione National Trust for Places of Historic Interest or Natural Beauty, Nostell Priory (Città di Wakefield)
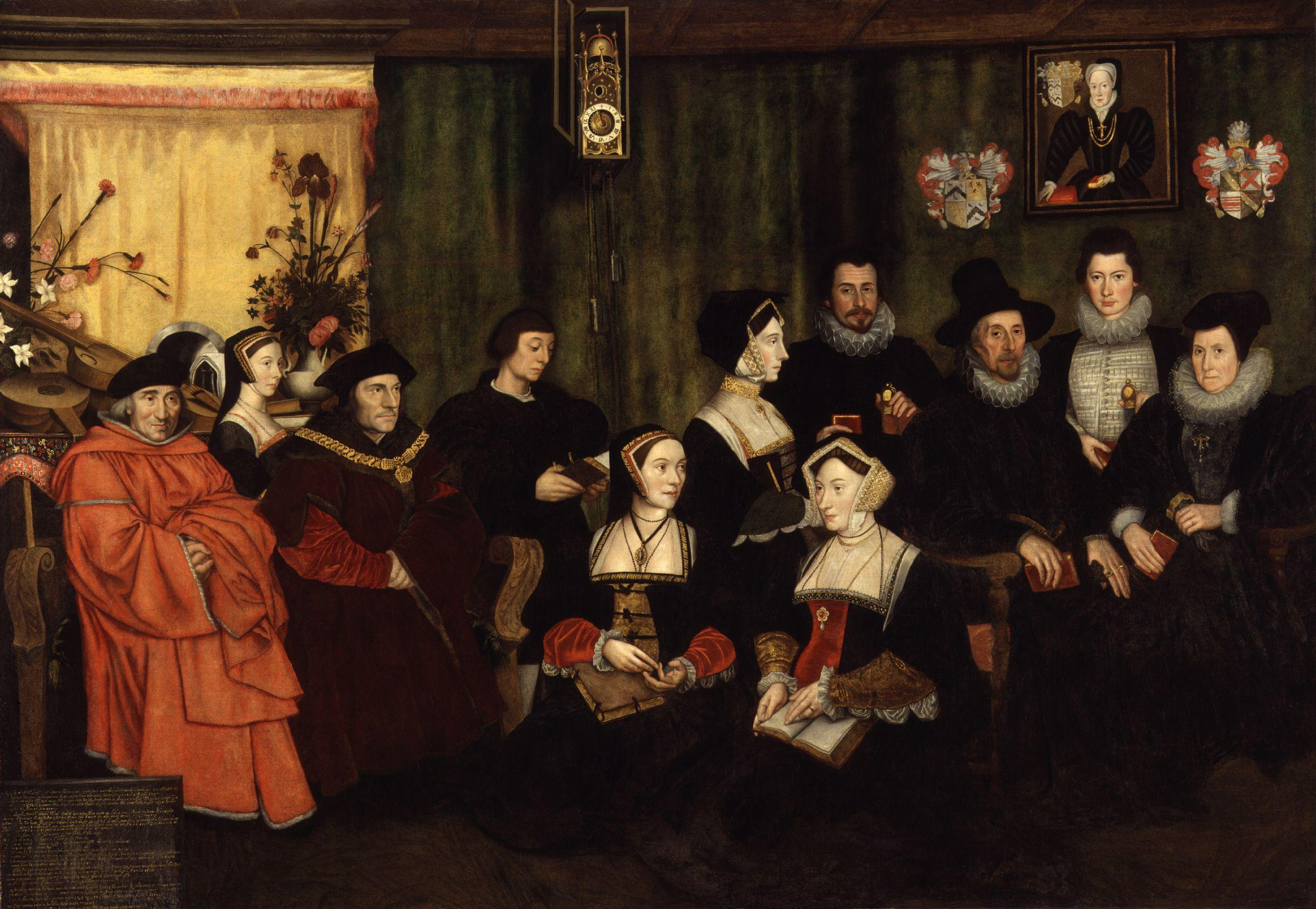
Sir Thomas More, la sua famiglia e i suoi discendenti, 1593, olio e tempera su tela, National Portrait Gallery (Londra)
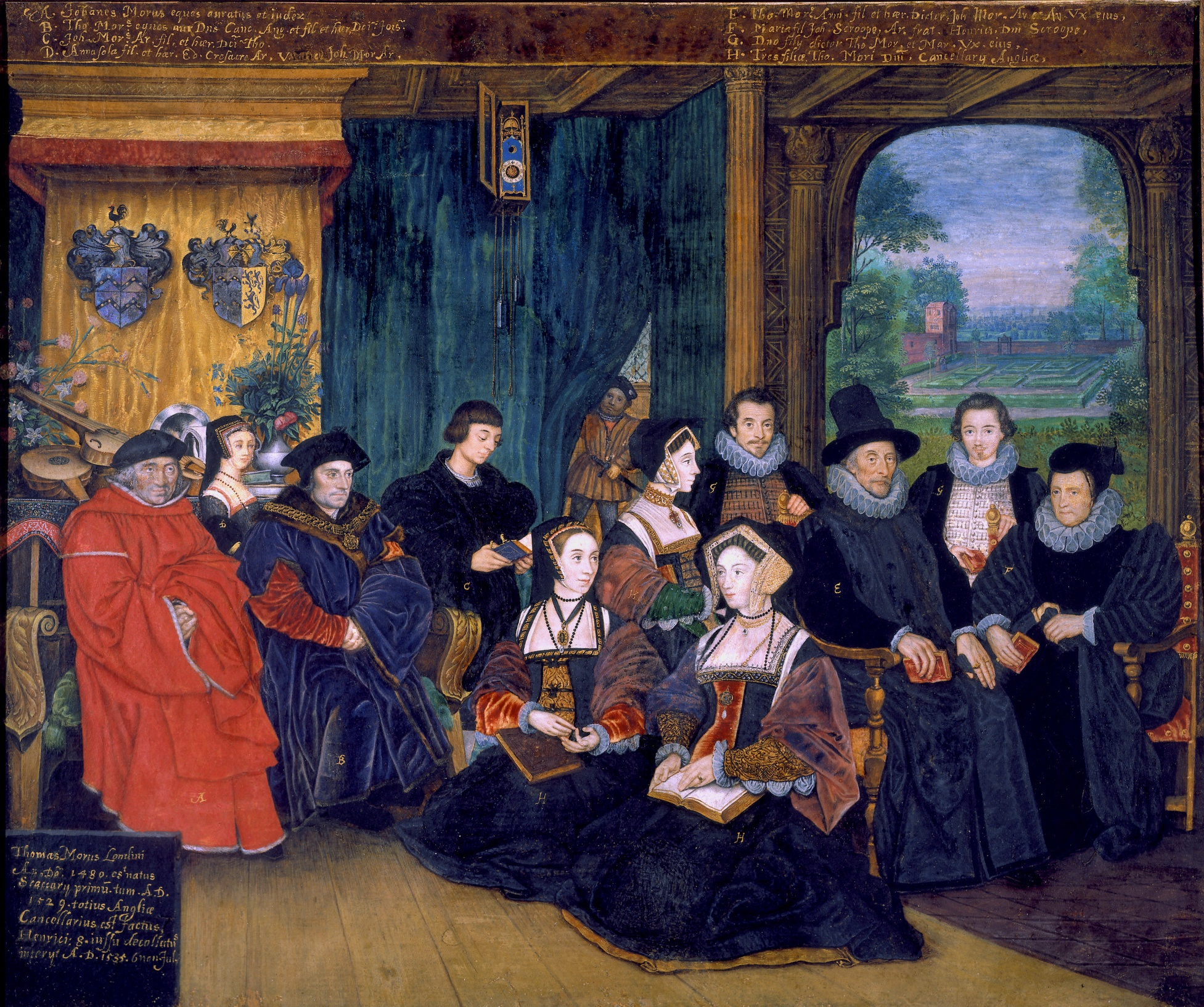
Sir Thomas More, la sua famiglia e i suoi discendenti, 1593-1594 ca., miniatura, acquerello su pergamena, Victoria and Albert Museum (Londra)